# 福山太陽光発電所

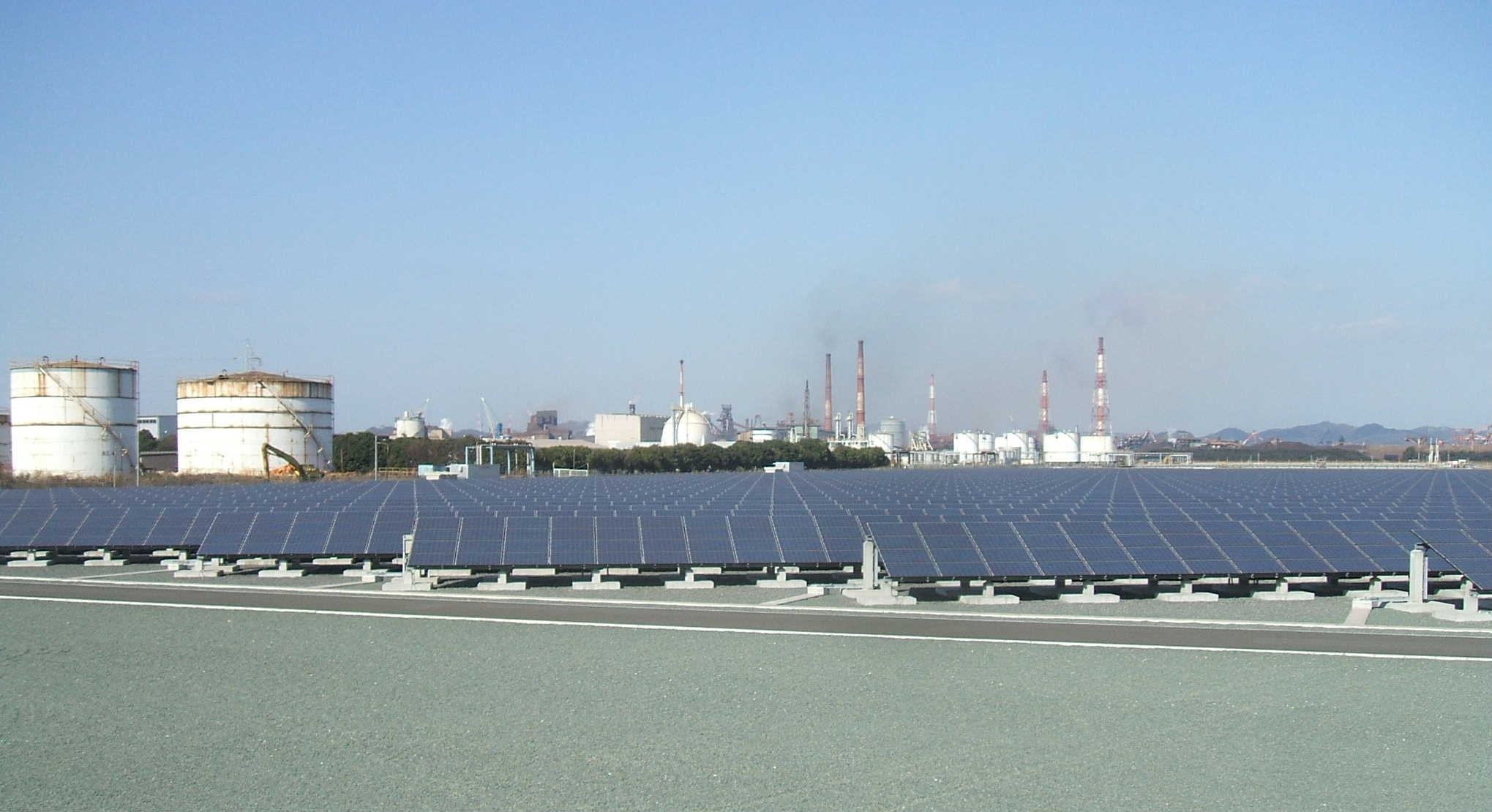
電池パネル

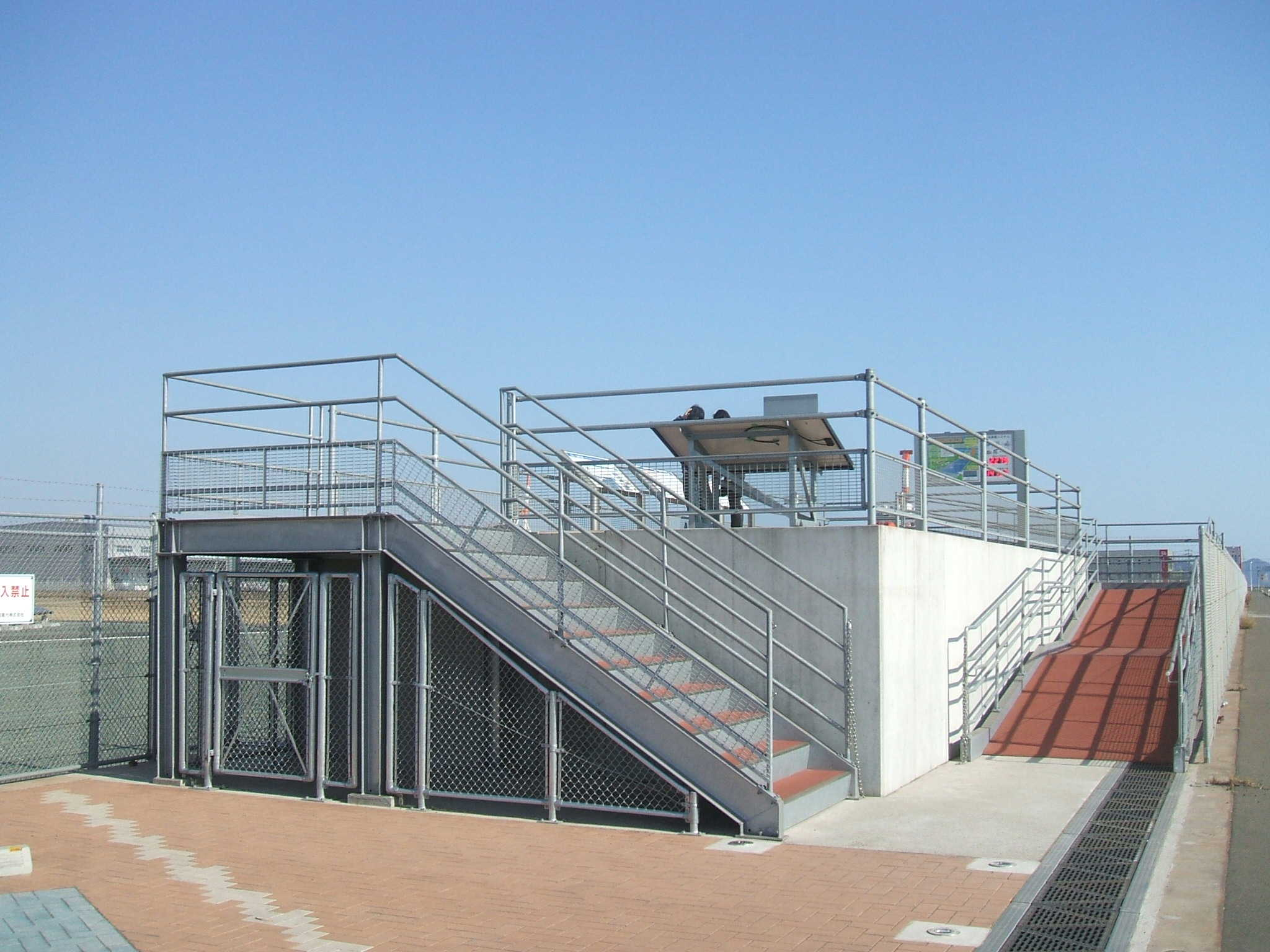
見学用広場にある展望台

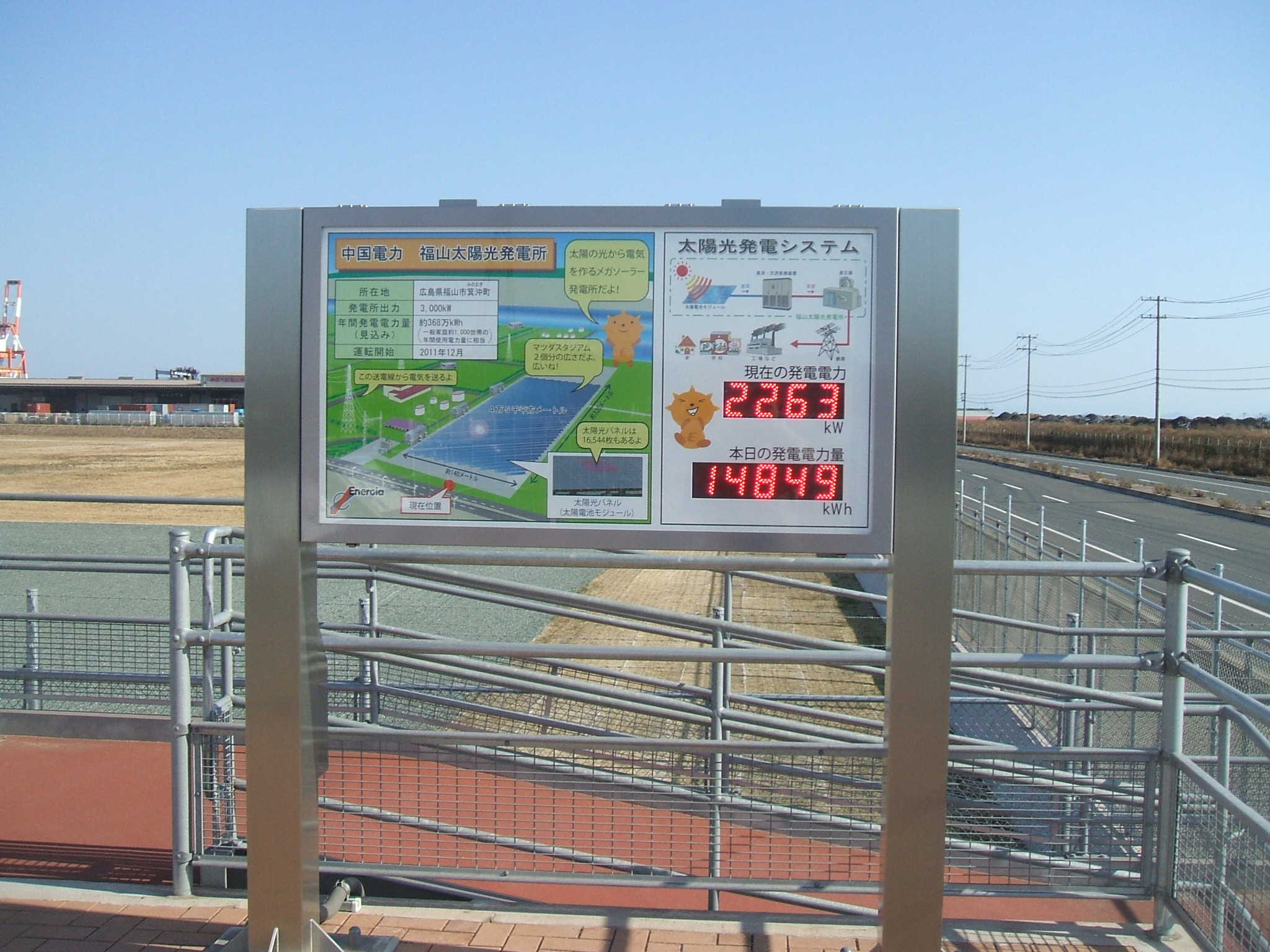
見学者用発電量表示パネル

福山太陽光発電所（ふくやまたいようこうはつでんしょ）は、広島県福山市箕沖（みのおき）町にある中国電力の太陽光発電所。

## 概要
福山市の港湾地区に建設された太陽光発電所であり、2011年12月1日に運転を開始した中国電力初のメガソーラー発電所である。約320m×140mの約45,000m2の敷地に16,544枚の太陽電池パネルが敷き詰められ、出力は3,000kW。年間発電量は約368万kWhであり、一般家庭の約1,000世帯の年間使用電力量に相当する。
建設にあたっては環境への配慮から、鉱物油が用いられた通常の変圧器ではなく菜種油を絶縁油に用いた環境調和型変圧器を採用。PR施設などの建設にも、コンクリートを硬化させる時に二酸化炭素を吸収させる特殊な混和材を材料とした環境配慮型コンクリートを使用している。 
発電所前には見学用広場が設置されているほか、デジタル表示版にて現在の出力とその日の発電量を表示している。発電状況は公式サイトでも見ることができる（5分毎の出力とその日の発電量、前日の発電量）。

## 発電設備
- 面積：約4.5ha（約45,000m2）
- パネル枚数：16,544枚
- 発電出力：3,000kw
- 年間発電電力：約368万kwh
- 年間二酸化炭素削減量：2100t
- 運転開始：2011年（平成23年）12月1日

## 経緯
- 2009年（平成21年）6月4日 - 中国電力から福山市および広島県への建設申入れ。
- 2010年（平成22年）10月13日 - 電気事業法に基づく工事計画届提出。
- 2011年（平成23年）12月1日 - 営業運転開始。同21日に竣工式。